# Секукуне I
Секукуне I (*бл. 1814 — 13 серпня 1882) — кґосі (вождь) держави Марота народу педі в 1861—1882 роках. Успішно воював з бурськими республіками.

## Життєпис
Син кґосі Секваті та молодшої дружини Торомецане. 1861 року після смерті відсторони старшого зведеного брата і офіційного спадкоємця Мампуру II, захопивши владу. 1862 року одружився з Легоаді IV. За цим встановив свою резиденцію на горі Таба Леоло (на південний схід від сучасного міста Полокване).
Задля зміцнення державності поставив за мету озброїти вояків рушницями. Для їх купівлі здавав у найм молодих підданих на копальні та ферми бурів. На отримані гроші купував зброю у португальців у бухті Делагоа, а також худобу. Одружившись з жінками з сусідніх вождіств, він зміцнив свою владу між річками Вааль і Лімпопо.
У травні 1876 року проти нього виступила південно-африкнаська республіка, оскільки вона претендувала на землі педі для проведення залізниці. Втім вже 1 серпня загони педі завдали бурам поразки. Потім було відбито напад на резиденцію Секукуне I. 1877 року за посередництва німецькогом ісіонера Олександра Меренського було підписано мирни йдоговір в Ботшабело.
1878 року британська колоніальна адміністрація спрямувала війська на підкорення педі. У 1878—1879 роках було відбито 3 британські атаки. У листопаді 1879 року Секукуне I зазнав поразки від британськогогенерала Гарнета Вулслі. 2 грудня того ж року потрапив у полон, його було доправлено до Преторії. тут він знаходився до 1881 року.
Під час повернення до своєї держави в 1882 році в Маноге зазнав нападу, внаслідок чого загинув.. Вважається, що вбивць надіслав його брат Мампуру II.